# Glyphodes agathalis
Glyphodes agathalis là một loài bướm đêm trong họ Crambidae.